# Olifant
O carro de combate Olifant, é um programa sul africano de modernização dos carros de combate Centurion adquiridos pela África do Sul.

## Descrição
O Olifant, teve por objetivo garantir a possibilidade de o exército sul africano dispor de um carro de combate capaz de competir com equipamentos recentes, sem ter que depender de importações, numa altura em que os embargos internacionais de armamento colocavam em xeque a operacionalidade das forças armadas sul africanas.
No entanto, ele é basicamente um tanque Centurion, sem sofisticações especiais. Ele não tem sistema NBC nem sistema de tiro computadorizado, contando no entanto com um telemetro a laser de fabrico local, além de um sistema sul africano de visão noturna.
A África do Sul também nacionalizou o canhão L-7A1 de 105mm e adaptou-o para substituir o antigo canhão de 20 libras britânico que equipava as versões mais antigas do Centurion. Adicionou um novo motor a Diesel mais potente, menos gastador e com possibilidade de ter a sua manutenção feita na África do Sul.
A versão Mk.1B do Olifant, que foi mostrada pela primeira vez em 1993, foi bastante modificada relativamente à versão Mk.1A. Entre as principais alterações está o reforço da suspensão, blindagem adicional, quer no casco quer na torre, que foi completamente redesenhada. No entanto, o Olifant Mk.1B, não é na realidade um novo modelo, tratando-se de fato de estudos de viabilidade sobre um novo veículo. O exército da África do Sul, utiliza o modelo Mk.1A e os Mk.1.B mais modernos estão na situação de reserva.

## Variações
- Mk.1B

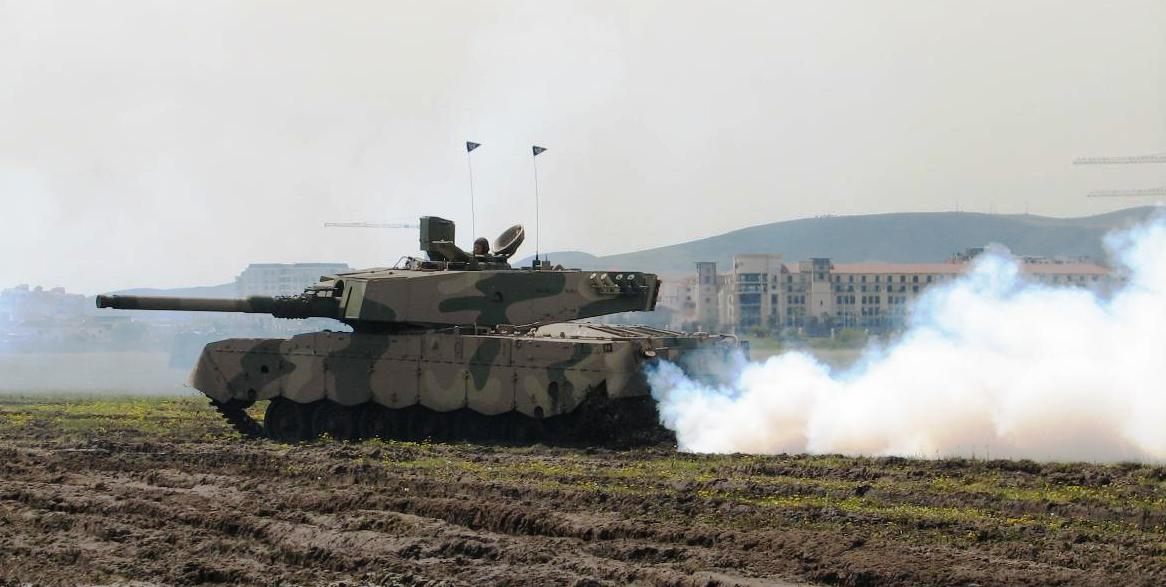
Um tanque Olifant sul-africano.

O Olifant Mk.1B e um tanque de batalha que tem uma série de melhorias na Blindagem sobre seu antecessor. Armadura passiva foi adicionado à placa do talude e do nariz do casco. A torre foi equipado com novas armaduras compostas.
Proteção contra minas terrestres foi melhorada pela adição de um piso duplo. Novas saias laterais foram montados. Este carro de combate  foi também equipado com um sistema automático de supressão de fogo dentro da cabine.
O Olifant Mk.1B está armado com um canhão britânico L7 de 105 mm. Essa arma é compatível com todos os padrões de munições de 105 mm da OTAN. Um total de 68 rodadas de Disparos para a arma principal são realizadas no interior do veículo.
O armamento secundário é composto por duas metralhadoras 7,62 mm. Uma delas é montado coaxialmente com a arma principal, enquanto a outra é colocada em cima do torre do lado direito.
O tanque tem uma tripulação de quatro pessoas, incluindo o comandante, artilheiro, carregador e motorista.
O veículo é movido por um motor a diesel turboalimentado Continental, desenvolvendo 950 cavalos de potência. Estes motores foram adquiridos de Israel. A Gama de funcionando foi aumentada com a instalação de motores diesel e tanques de combustível adicionais. Vale ressaltar que o Mk.1A foi completado com um motor a gasolina. Suspensão do Mk.1B foi melhorada. Além disso, essa variante tem melhor poder de reação e peso do que seu antecessor.
- Mk.2

O Olifant Mk 2 e um tanque que está armado com uma arma de 105 mm totalmente estabilizado. Esta arma é carregada manualmente e dispara todas as munições padrão da OTAN.
Munições é armazenada na azáfama da torre, mas ele não tem painéis de arrancada. Foi proposto inicialmente com um canhão de 120 mm de alma lisa, mas esses planos foram depois abandonados. Este tanque é pelos padrões modernos, um veiculo com grande poder no entanto, é capaz de desabilitar qualquer tanque em oposição na África.
O Mk2 tem um sistema de controle atualizado de fogo, que segue um alvo em movimento automaticamente. Este MBT também recebeu detecção de alvos e novos sistemas de acoplamento. Veículo tem capacidade de combater, tanto de dia quanto de noite.
O seu armamento secundário consiste de duas metralhadoras 7,62 mm. Uma delas é montada coaxialmente com a arma principal, enquanto a outra é colocada em cima da torre.
O veículo é movido por um motor diesel continental, o desenvolvimento de 1 040 cv, que permanece inalterado a versão do Mk.1B, mas ligeiramente mais potente. Estes motores foram construídos nos EUA e adquiridos de Israel. O Mk.2 usa um renovado e atualizado chassis do que o Mk.1B.

## Principal Utilizador
- África do Sul
- Designação Local:Olifant Mk1A

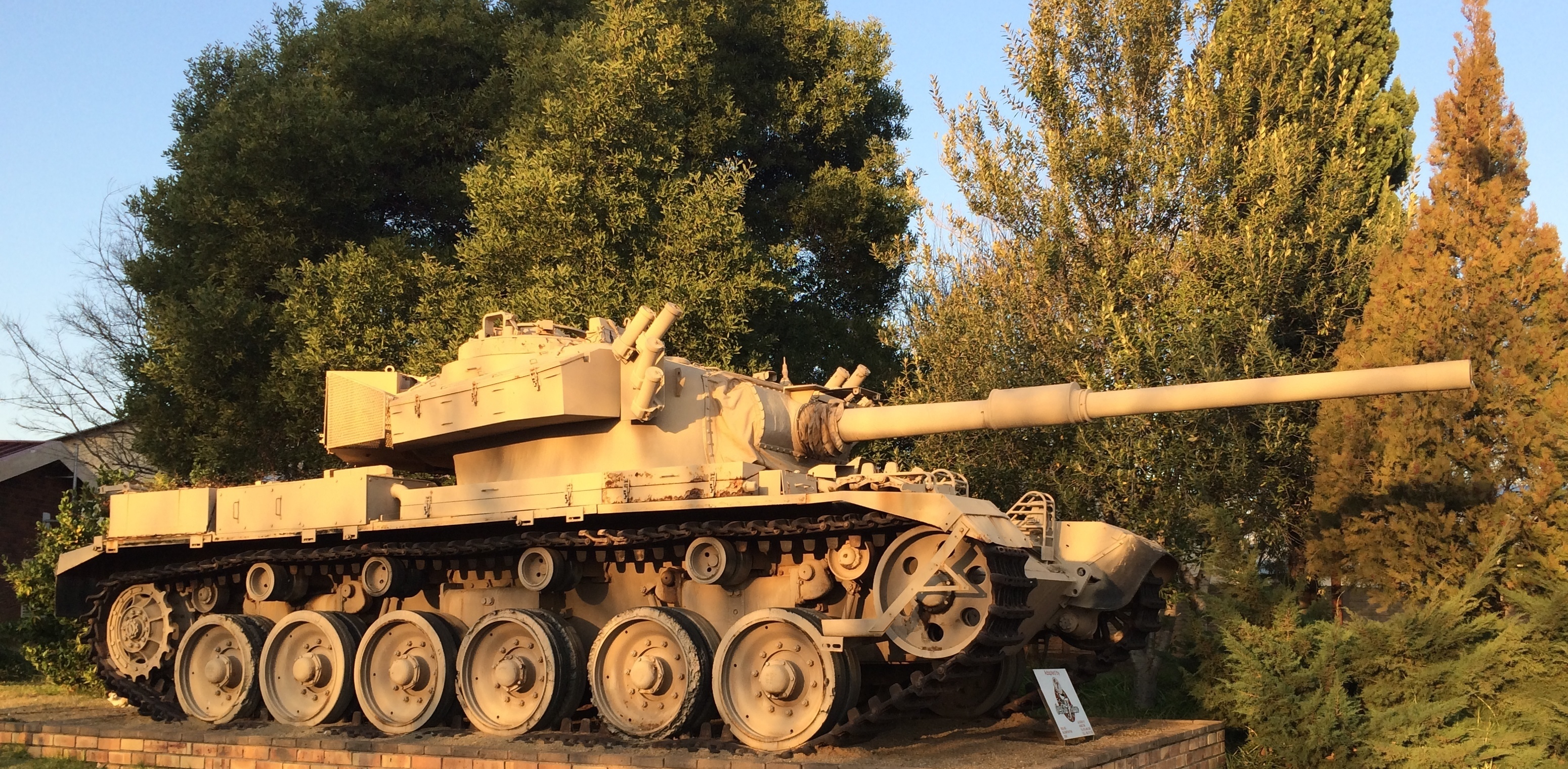
Olifant MK.1A (Centurion de remodelação).

- Quantidade Máxima:212 - Quantidade em serviço:160
- Situação operacional: Em serviço

A África do Sul, adquiriu estes carros de combate em vários periodos. Os primeiros foram fornecidos no final dos anos 50, tendo havido um lote fornecido em 1976, de tanques retirados de serviço no exército da Jordânia.
O Olifant Mk.1A, é a versão mais antiga, e embora existam outros veículos modificados (conhecidos como Mk.1B), as unidades blindadas sul africanas continuam a utilizar a versão 1A, que embora mais antiga, garante a operacionalidade da força.
Dos 212 veículos que estão ativos, 44 foram convertidos para uma versão mais moderna. No entanto, os 44 veículos mais modernos não estão em serviço.
Os carros que estão em serviço são da versão mais antiga Mk.1A, porque é a única versão efetivamente aceito para o serviço. Eles equipam as mais poderosas unidades blindadas da África do Sul.
Os tanques Olifant, estiveram presentes em vários combates na África, especialmente no sul de Angola, onde a África do Sul esteve envolvida na guerra entre os movimentos MPLA e UNITA.
Embora muitas vezes seja referido o carro de combate Olifant Mk.1B, na verdade foi o Olifant Mk.1A que participou da maioria dos combates onde estiveram envolvidos blindados da África do Sul.
Em combate contra carros de combate cubanos, como o T-55 e o T-62, e embora estivesse em desvantagem numérica, ele beneficiou-se da sua altura e da possibilidade de identificar o espaço à sua volta, normalmente constituido por elva alta das savanas Africanas.

## Ver Também
- Lista de veículos blindados de combate por país
- Centurion